# Pterotocera declinata
Pterotocera declinata är en fjärilsart som beskrevs av Otto Staudinger 1882. Pterotocera declinata ingår i släktet Pterotocera och familjen mätare. Inga underarter finns listade.